# Margaret Lesley Bush-Brown
Margaret White Lesley Bush-Brown (Filadelfia, 19 de mayo de 1857 - Ambler, 16 de noviembre de 1944) fue una pintora y grabadora estadounidense.

## Biografía
Bush-Brown nació en Filadelfia. Era hija de la reformadora social Susan Inches Lyman Lesley y del geólogo Peter Lesley, con el que creaba modelos geológicos como primer trabajo.
En abril de 1886 se casó con el escultor Henry Kirke Bush-Brown y se mudó a su casa en Newburgh, Nueva York. La pareja se trasladó a Washington D. C., donde Margaret trabajó como retratista y miniaturista. Allí permaneció hasta 1941, a pesar del fallecimiento de su esposo en 1935.
Los Bush-Brown tuvieron tres hijos. Dos de ellos, Harold y Jamesse, se convirtieron en arquitectos, y su hija Lydia Bush-Brown Head alcanzó cierto renombre como artista. En 1941 se mudó a Ambler, Pensilvania, donde murió tres años después en la casa de su hijo James.

## Formación artística
Su primer profesor fue Thomas Eakins, con quien estudió en la Academia de Bellas Artes de Pensilvania antes de viajar a París, en 1880, para seguir formándose. Previamente había estudiado en la Escuela de Diseño de Filadelfia para Mujeres. En París, donde permaneció hasta octubre de 1883, se inscribió en la Academia Julian y tomó clases con Tony Robert-Fleury, Gustave Boulanger y Jules-Joseph Lefebvre. Después aprendió a grabar bajo la tutela de Gabrielle de Veaux Clements. En 1881 recorrió Francia y Bélgica con la pintora Ellen Day Hale, una prima lejana suya, y con Helen Mary Knowlton. En 1884 exhibió el Estudio de la cabeza de una niña, probablemente su primera impresión, en el New York Etching Club. En algún momento de su vida, Bush-Brown también recibió lecciones del artista Christian Schussele.  
Bush-Brown empezó a relacionarse enseguida con un círculo de mujeres artistas, como Elizabeth Boott, Cecilia Beaux y Mary Franklin, pasando a menudo el verano con ellas en la costa este de los Estados Unidos.   

## Legado
Además de exponer en solitario, Bush-Brown en ocasiones lo hacía junto al de su marido y, más tarde, con su hija. En 1883 expuso en el Salón de París. También en el Palacio de Bellas Artes de Chicago, y pintó el mural Spring para el Pennsylvania State Building en la Exposición Mundial Colombina que se celebró en 1893 en esa ciudad. Ganó varios premios durante su carrera, y fue objeto de una exposición retrospectiva en la Galería de Arte Corcoran de Washington D. C. en 1911.
El retrato de Ellen Day Hale realizado por Bush-Brown es propiedad del Museo Smithsoniano de Arte Americano. Un par de retratos del médico John Murray y Mary Boyles son propiedad del Norfolk and Norwich University Hospital. Un autorretrato de Bush-Brown, fechado en 1914 y actualmente en la colección de la Academia de Bellas Artes de Pensilvania, se incluyó en la exposición inaugural del Museo Nacional de Mujeres Artistas, American Women Artists 1830-1930, en 1987.
Los documentos de Bush-Brown, junto con los de otros miembros de su familia, se encuentran en la universidad privada femenina Smith College.

## Galería

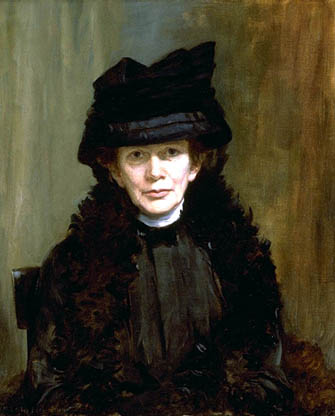
Retrato de Ellen Day Hale, 1910
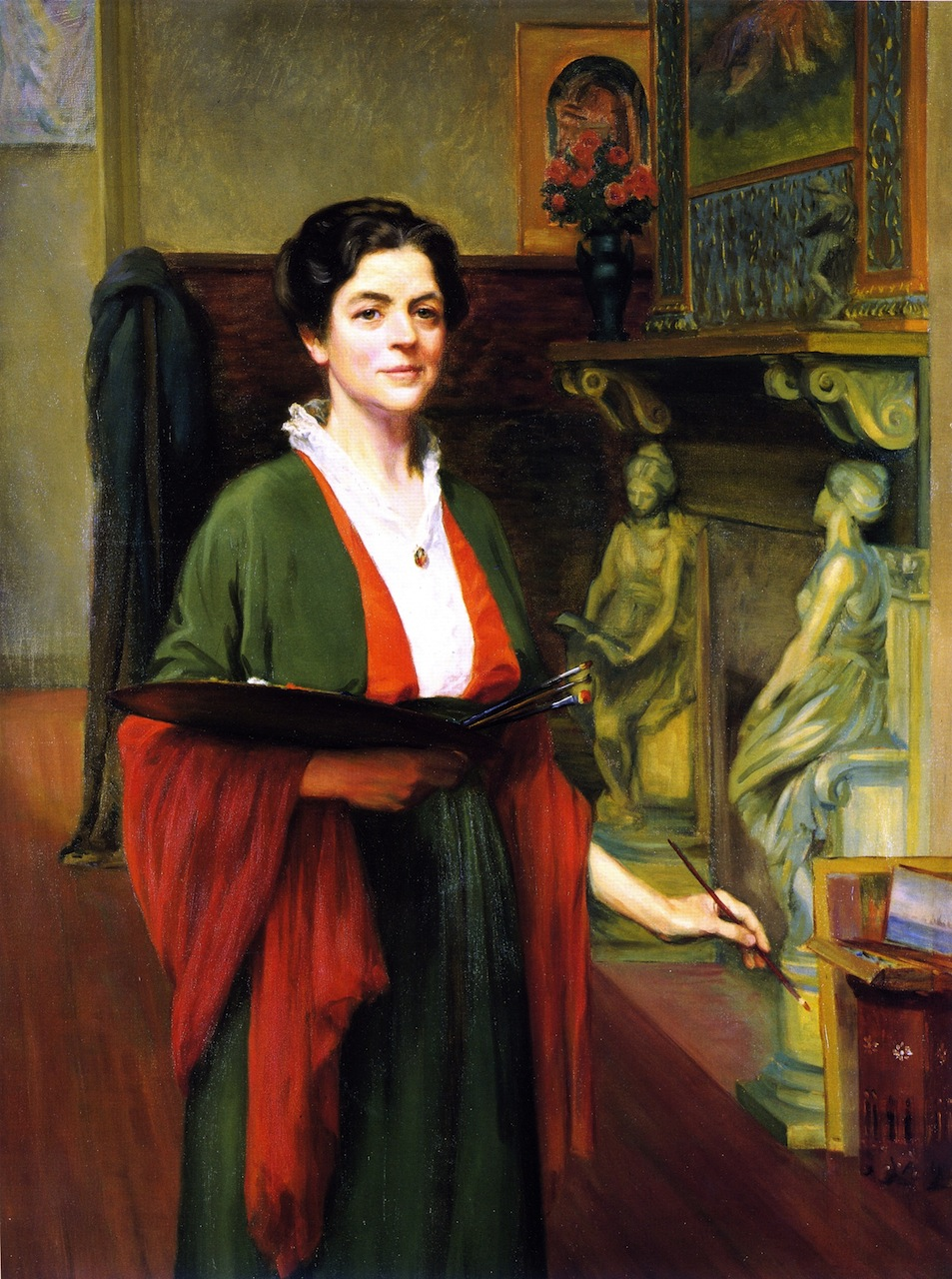
Autorretrato, 1914
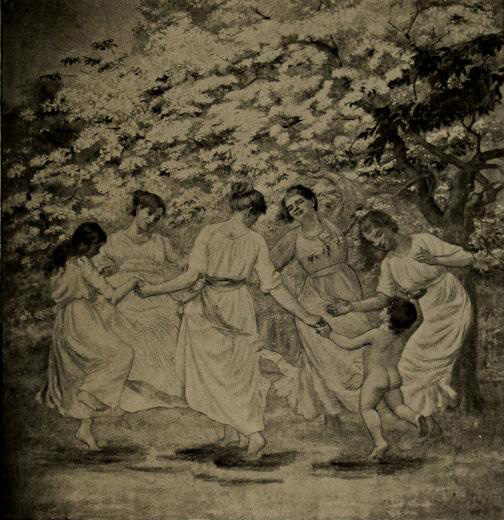
Spring, mural para el Pennsylvania State Building, 1893